# Onosma afghanicum
Onosma afghanicum är en strävbladig växtart som beskrevs av Joseph Friedrich Nicolaus Bornmüller. Onosma afghanicum ingår i släktet Onosma och familjen strävbladiga växter. Inga underarter finns listade i Catalogue of Life.